# Big Bang 〜JAM Project BEST COLLECTION V〜
『Big Bang 〜JAM Project BEST COLLECTION V〜』（ビッグ バング ジャム プロジェクト ベスト コレクション ファイブ）は、JAM Projectの5作目のベストアルバム。2007年7月4日にLantisから発売された。

## 概要
- 前作「Olympia 〜JAM Project BEST COLLECTION IV〜」から約1年3ヶ月ぶりのリリースであり、2008年の作品としては4作目のリリースとなった。
- 同時発売のライブDVD『JAM Project JAPAN CIRCUIT 2007 Break Out』と連動購入の特典応募券が同梱された。

## 収録曲
1. Break Out [4:04]
  - 作詞・作曲：影山ヒロノブ、編曲：須藤賢一
2. STORMBRINGER [3:55]
  - 作詞・作曲：影山ヒロノブ、編曲：TRY FORCE
3. Name 〜君の名は〜 [4:08]
  - 作詞・作曲：影山ヒロノブ、編曲：須藤賢一
4. Salvage [4:34]
  - 作詞：奥井雅美、作曲：Monta、編曲：菊田大介
5. Divine love [3:51]
  - 作詞・作曲：奥井雅美、編曲：鈴木Daichi秀行
6. RISING FORCE [4:00]
  - 作詞：奥井雅美、作曲：影山ヒロノブ、編曲：菊田大介
7. Dead or Alive [4:04]
  - 作詞・作曲：影山ヒロノブ、編曲：TRY FORCE
8. エンブレム 〜名も無き英雄達へ〜 [4:29]
  - 作詞・作曲：影山ヒロノブ、編曲：須藤賢一
9. DRAGON STORM 2007 [3:57] 
  - 作詞・作曲：中澤矢束、編曲：志緒川洋平・TRY FORCE
    - 特に表記は無いが、DRAGON GATEの会場で使用されているシングルバージョン（会場・通販限定、生産終了）からイントロが大幅に変更されたアルバムバージョン。
10. Fight to the end 〜聖戦〜 [5:02]
  - 作詞：奥井雅美・きただにひろし、作曲・編曲：河野陽吾
11. IN FATE [3:48]
  - 作詞：奥井雅美、作曲：きただにひろし、編曲：宅見将典
12. The everlasting [4:22]
  - 作詞：奥井雅美、作曲：影山ヒロノブ、編曲：須藤賢一
13. Garimpeiro [6:08] 
  - 作詞・作曲：影山ヒロノブ、編曲：河野陽吾

## タイアップ
| 曲名                            | タイアップ                                                                        |
| ------------------------------- | --------------------------------------------------------------------------------- |
| Break Out                       | テレビ東京アニメ『スーパーロボット大戦OG ディバイン・ウォーズ』オープニングテーマ |
| STORMBRINGER                    | WOWOWアニメ『鋼鉄神ジーグ』オープニングテーマ                                     |
| Name 〜君の名は〜               | PCゲーム『マブラヴ オルタネイティヴ』アバンテーマ                                 |
| Salvage                         | PS2『ギャラクシーエンジェルII 無限回廊の鍵』グランドエンディングテーマ            |
| Divine love                     | UHFアニメ『セイント・ビースト 〜光陰叙事詩天使譚〜』オープニングテーマ            |
| RISING FORCE                    | テレビ東京系アニメ『スーパーロボット大戦OG -ディバイン・ウォーズ-』テーマソング   |
| Dead or Alive                   | WOWOWアニメ『鋼鉄神ジーグ』挿入歌                                                 |
| エンブレム 〜名も無き英雄達へ〜 | テレビ東京系アニメ『よみがえる空-RESCUE WINGS-』エンディングテーマ                |
| DRAGON STORM 2007               | プロレス団体『DRAGON GATE』2007年度からのオフィシャル・テーマソング               |
| Fight to the end 〜聖戦〜       | テレビ東京アニメ『スーパーロボット大戦OG -ディバイン・ウォーズ-』イメージソング   |
| IN FATE                         | PS2『セイント・ビースト 〜螺旋の章〜』オープニングテーマ                          |